# Randy Breuer
Randall W. "Randy" Breuer, né le 11 octobre 1960 à Lake City au Minnesota, est un ancien joueur américain de basket-ball ayant évolué au poste de pivot.
Après avoir passé sa carrière universitaire aux Golden Gophers du Minnesota, il a été drafté en 18e position par les Bucks de Milwaukee lors de la Draft 1983 de la NBA.